# Gary Jennings
Pour les articles homonymes, voir Jennings.
Gary Jennings, né le 20 septembre 1928 à Buena Vista (Virginie) et mort le 13 février 1999 à Pompton Lakes (New Jersey), est un romancier américain.

## Biographie
Fils d'un imprimeur, Gary Jennings a eu un parcours scolaire atypique. N'ayant fréquenté que très peu l'école, il est pratiquement autodidacte.
Après des études à l'Art Students League of New York, il a travaillé comme dessinateur publicitaire et comme journaliste. Il a également été correspondant de guerre pour l'armée pendant la guerre de Corée, puis rédacteur en chef de deux magazines pour hommes.

## Œuvres

### Romans
Ses romans historiques ont été des best-sellers internationaux comme Azteca et Marco Polo, où l'auteur a effectué au préalable de nombreuses recherches avant leur écriture. Ils s'adressent plutôt à un public adulte, du fait de nombreux passages à connotation pornographique très détaillés, notamment de la mise en scène de relations incestueuses, pédophiles et zoophiles (Cf. Azteca et Marco Polo).
Série historique « Azteca »
- Azteca, éditeur Librairie générale française, 1991, traduit par Martine Leroy ((en) Aztec, 1980). Roman historique relatant l'histoire de l'empire aztèque jusqu'à sa conquête par les Espagnols.
- L'Automne aztèque, Éditions du Rocher, 1999, traduit par Karin Bodson ((en) Aztec Autumn, 1998). Histoire du peuple aztèque après la conquête espagnole.
- Sang aztèque, Éditions du Rocher, 2002, traduit par Philippe Baudoin ((en) Aztec Blood, 2001). Les Aztèques dans la nouvelle société mexicaine.
- Rage aztèque, Éditions du Rocher, 2007, traduit par Thierry Chevrier, avec Nathalie Nunes ((en) Aztec rage, 2006).

Diptyque « Marco Polo, les voyages interdits »
Tomes 1 Vers l'orient.
Tomes 2 À la cour du grand khan.
Diptyque « L'Empire barbare »
Publié en un volume — Raptor — dans la version originale en anglais.
- (en) Gary Jennings, Raptor, New York, Doubleday, 1er mai 1992, 980 p. (ISBN 978-0-385-24632-3, LCCN 92009433)
  - Gary Jennings (trad. de l'anglais par Thierry Chevrier), L'Empire barbare [« Raptor »], vol. 1 : Thorn le prédateur, Paris, SW Télémaque, 10 juin 2010, 629 p. (ISBN 978-2-7533-0107-8, BNF 42213388)
  - Gary Jennings (trad. de l'anglais par Thierry Chevrier), L'Empire barbare [« Raptor »], vol. 2 : Théodoric le grand, Paris, SW Télémaque, 21 octobre 2010, 635 p. (ISBN 978-2-7533-0117-7, BNF 42303493)

### Nouvelles
- Myrrha, revue Fiction no 113, avril 1963, ((en) Myrrha, 1962) ;
- Aux bons Soins de Harry Wry, Alfred Hitchcock Magazine no 32, décembre 1963, ((en) C/O Harry Wry, 1963) ;
- Et ensuite ?, revue Fiction no 220, avril 1972, ((en) Next, 1969) ;
- Au bout du rêve, revue Fiction no 239, novembre 1973, ((en) After all the dreaming ends, 1969) ;
- La Chasse aux spectres, revue Fiction no 240, décembre 1973, ((en) Specialization, 1971) ;
- Une soirée en enfer, revue Fiction no 241, janvier 1974, ((en) How we pass the time in Hell, 1971) ;
- Tom-le-chat, revue Fiction no 252, décembre 1974, ((en) Tom Cat, 1970).